# Светличное (Харьковская область)
Светличное (укр. Світличне) — село, Светличанский сельский совет, Золочевский район, Харьковская область, Украина.
Код КОАТУУ — 6322685501. Население по переписи 2001 года составляет 369 (184/185 м/ж) человек.
Является административным центром Светличанского сельского совета.

## Географическое положение
Село Светличное находится в верховьях балки Скрипка, на расстоянии в 3,5 км от реки Уды (левый берег), по балке протокает пересыхающий ручей с запрудами, в 5-и км расположен пгт Золочев, в 2-х км — село Дуванка.
На расстоянии в 4,5 км расположена железнодорожная станция Светличный.

## История
- 1677 — дата основания.
- При СССР в селе были организованы и работали колхоз "1 мая"[1], центральная усадьба которого находилась здесь, названный в честь праздника Международной солидарности трудящихся; автоматическая телефонная станция, почтовое отделение связи, школа, сельсовет.[1]
- Во время российско-украинской войны с лета 2022 село находится на линии фронта, поэтому мирного населения в нём не находится.

## Экономика
- Молочно-товарная ферма.
- КСП «ПЕРШОГО ТРАВНЯ».

## Объекты социальной сферы
- Детский сад.
- Клуб.
- Библиотека.

## Достопримечательности
- Братская могила советских воинов. Похоронено 36 воинов.
- Памятник Светличному Тимофею Ивановичу — Герою Советского Союза.